# Elektrisk
Elektrisk är en låt av den norska musikduon Marcus & Martinus med den norska rapparen Katastrofe. Låten släpptes som en digital nedladdning i Norge den 24 juli 2015 genom Sony Music som den andra singeln från deras återutgivna debutstudioalbum, Hei.  